# 紅色假鱗葉蘚
紅色假鱗葉蘚（学名：Pseudotaxiphyllum pohliaecarpum）为灰蘚科假鱗葉蘚屬下的一个种。